# Vitaliano Rotellini
Vitaliano Rotellini (Roma, 13 ottobre 1865 – Roma, 20 aprile 1930) è stato un editore e giornalista italiano.

## Biografia
Nacque a Roma il 13 ottobre 1865 da Costantino Rotellini e Filomena Grazioli.
Fu attivo in diversi giornali tra cui Il Fascio Operaio di Roma oltre che Proximus Tuus e L'Intransigente di Torino. Recatosi nel 1888 a Livorno e a Genova in cerca di lavoro, tornò a Roma nel 1889, divenendo oggetto di polemica da parte degli anarchici per aver accettato la candidatura a consigliere comunale; nello stesso anno fu processato con Carlo Crivelli, Dante Fiocchini, Attilio Panizza e altri come membro del movimento anarchico Avanguardia.
Emigrò in Brasile nel 1891, stabilendosi a San Paolo, dove fondò nell'anno successivo il settimanale L'Aquila Italiana e L'Avvisatore, entrambi periodici della durata effimera. Lavorò presso Il Messaggero, fondato nel 1891 da Domenico Rangoni e Alcibiade Bertolotti per tutelare gli immigrati italiani in Brasile e promuovere lo scambio culturale tra Italia e Brasile. Nel 1893 fondò il suo giornale, il settimanale Fanfulla insieme a diversi collaboratori tra cui Mario Cattaruzza, Luigi Schirone, Torquato Sacchi, Alessandro Sfrappini ed Enrico Bordoni. Il Fanfulla, divenuto rapidamente quotidiano, ebbe un'ampia tiratura a San Paolo, rivaleggiando col principale quotidiano paulista O Estado de S. Paulo.
Stretto amico di Alceste de Ambris e Salvatore Barzilai, fu massone e maestro della loggia massonica romana Universo nel Grande Oriente d'Italia dal 1910. Appoggiò con fervore la prima guerra mondiale, sebbene vi perse il suo unico figlio Amerigo, giornalista e ufficiale del Regio Esercito, durante l'undicesima battaglia dell'Isonzo sull'altopiano della Bainsizza. In memoria del figlio, che fu insignito della Medaglia d'argento al valor militare alla memoria, istituì una fondazione amministrata dall'ambasciatore del Brasile in Italia, da un rappresentante del Ministero degli affari esteri italiano e da un esecutore testamentario, in cui fece confluire la sua eredità per finanziare gli studenti brasiliani che si recavano in Italia per gli studi; per la stessa ragione istituì anche un lascito all'Università degli Studi di Roma "La Sapienza" per finanziare due borse di studio per studenti figli di giornalisti.
Fu tra gli ideatori e fondatori di un cenacolo di "romani autentici" nel 1929 insieme a Franco Liberati, Augusto Jandolo, Trilussa, Ettore Petrolini, Ignazio Mascalchi, Ettore Veo e Ceccarius, precursore del Gruppo dei Romanisti.
Morì a Roma il 20 aprile 1930.
Nel 1961 il comune di Roma gli ha dedicato una strada in zona Tor de' Cenci.

## Opere
- Il Brasile e gli italiani (Pubblicazione del Fanfulla), Firenze, R. Bemporad & figlio, 1906.